# شمال لاس فيغاس
شمال لاس فيغاس (بالإنجليزية: North Las Vegas)‏ هي مدينة في مقاطعة كلارك في ولاية نيفادا الأمريكية، وتقع في وادي لاس فيغاس. بلغ عدد سكانها ما مجموعه 216,961 نسمة حسب تعداد عام 2010،  ويقدر عدد سكانها بنحو 226,877 نسمة في عام 2013. تأسست المدينة في 16 مايو 1946. وهي تقع في منطقة لاس فيغاس بارادايس الحضرية وهي رابع أكبر مدينة في ولاية نيفادا.

## أعلام
- زاك كولينز
- إروين مولر
- سيكويا هولمز
- تايرون تومسون
- ريتشارد غرين